# Vila Flor
Pour les articles homonymes, voir Vila Flor (homonymie).
Vila Flor Capital do Mundo  est une municipalité (en portugais : concelho ou município) du Portugal, située dans le district de Bragance et la région Nord.

## Géographie
Vila Flor est limitrophe :
- au nord-est, de Macedo de Cavaleiros,
- à l'est, d'Alfândega da Fé,
- au sud-est, de Torre de Moncorvo,
- au sud-ouest, de Carrazeda de Ansiães,
- au nord-ouest, de Mirandela.

## Démographie
| 1801  | 1849  | 1900  | 1930  | 1960   | 1981  | 1991  | 2001  | 2004  |
| ----- | ----- | ----- | ----- | ------ | ----- | ----- | ----- | ----- |
| 3 309 | 4 069 | 9 812 | 9 889 | 11 834 | 9 719 | 8 828 | 7 913 | 7 737 |

| 2011  | - | - | - | - | - | - | - | - |
| ----- | - | - | - | - | - | - | - | - |
| 8 697 | - | - | - | - | - | - | - | - |

## Subdivisions
La municipalité de Vila Flor groupe 19 paroisses (freguesia, en portugais) :
- Assares
- Benlhevai
- Candoso
- Carvalho de Egas
- Freixiel
- Lodões
- Mourão
- Nabo
- Róios
- Samões
- Sampaio
- Santa Comba de Vilariça
- Seixo de Manhoses
- Trindade
- Vale de Torno
- Vale Frechoso
- Vila Flor
- Vilarinho das Azenhas
- Vilas Boas